# Projektionsmethode

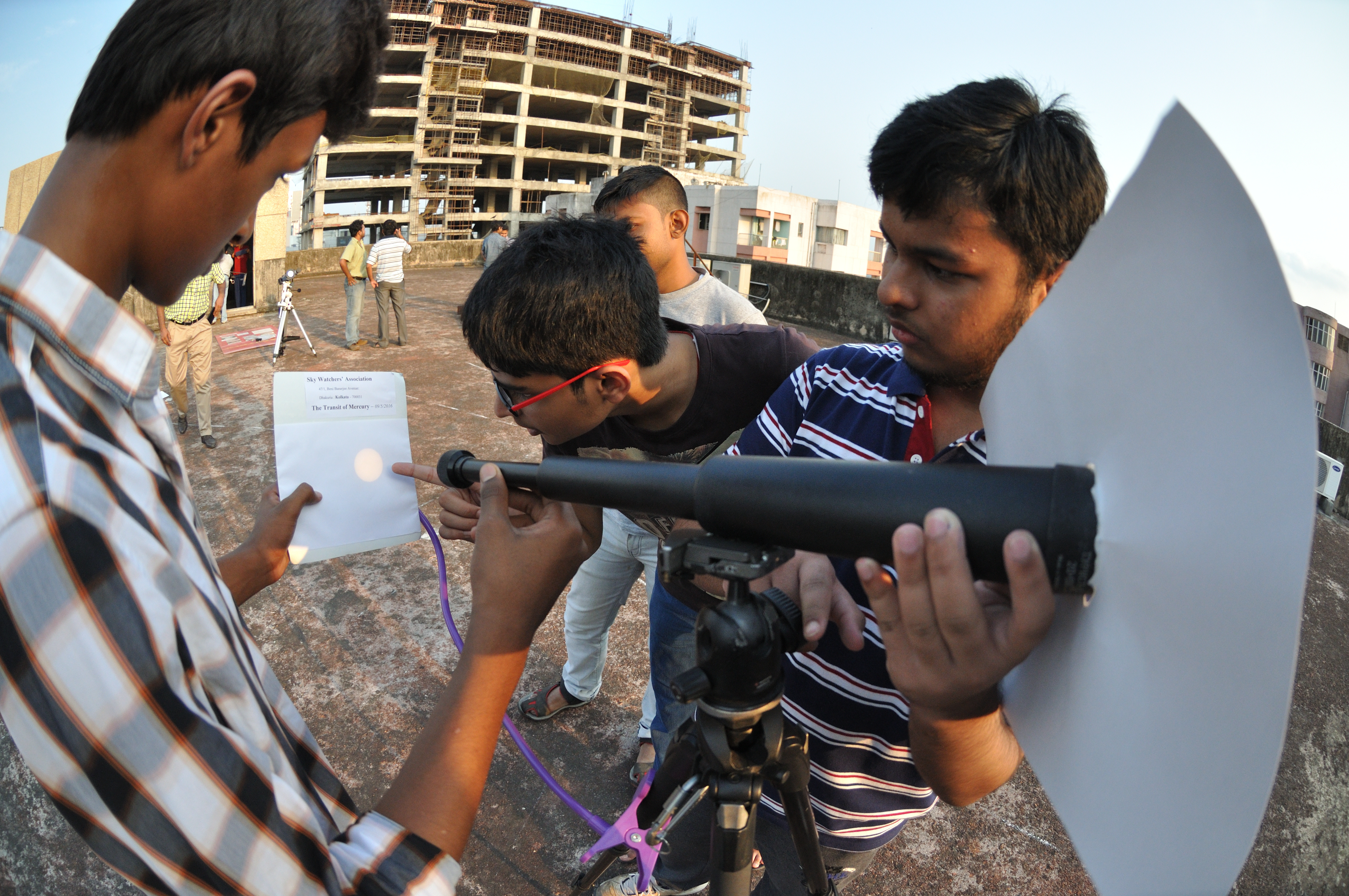
Vereinfachte Papierprojektion der Sonne während des Merkurtransits vom 9. Mai 2016

Als Projektionsmethode wird in der Astronomie und anderen mit Optik befassten Wissensgebieten die Methode verstanden, das durch ein Fernrohr dem Auge dargebotene virtuelle Bild durch extrafokale Defokussierung des Okulars auf einen Schirm oder eine Fotoplatte zu projizieren.
Die Methode, die in der Amateurastronomie auch als „Okularprojektion“ bezeichnet wird, eignet sich unter anderem für
- die Astrofotografie heller Gestirne (z. B. der 7 großen Planeten, der Sonne und des Mondes),
- zur geodätischen Messung von Sonnenazimuten,
- zur Auffindung heller Gestirne, auch wenn das Okular nicht dem Auge zugänglich ist

Am einfachsten ist die Methode bei der Sonne:
Die Projektion der Sonne auf ein Stück weißes Papier erfolgt, indem man das Okular des Messfernrohrs ein wenig extrafokal einstellt (etwa eine Vierteldrehung gegen den Uhrzeigersinn). Eine günstige Projektions-Entfernung ist etwa 15–20 cm, wodurch das Sonnenbild einige Zentimeter groß wird. Bei einem so hellen Bildchen werden auch die Linien des Fadenkreuzes am Papier sichtbar (wenn nicht, kann man störendes Tageslicht abschatten).
Bei solaren Richtungsmessungen (z. B. der Sonnenränder oder des Sonnenradius) hat diese Methode gegenüber dem (auch mit Filter noch gefährlichen!) Blick durchs Okular oder der Brandgefahr bei fotografischen Verfahren eine Reihe von Vorteilen:
1. Sie ist völlig gefahrlos (beim Suchen der Sonne sollte das Fernrohr des Theodolits mit Hilfe seines Schattens nach der Sonne ausgerichtet werden, um gar nicht erst in ihre Richtung zu schauen).
2. Sie ist einfacher als die direkte Messung in einem doch meist eher steilen Höhenwinkel.
3. Die Projektion – die strahlenoptisch der eines Diaprojektors entspricht – erlaubt eine bequeme Einmessung beider Sonnen- oder Mondränder innerhalb kurzer Zeit, was (nach Mittelung der zwei Richtungen und Uhrzeiten) auf fast perfekte Weise den Mittelpunkt des Gestirns ergibt.